# Wendekreis des Krebses
Wendekreis des Krebses (Originaltitel: Tropic of Cancer) ist der Titel eines 1934 veröffentlichten Romans von Henry Miller.

## Veröffentlichungsgeschichte
Das Buch wurde 1934 von Jack Kahane in dessen englischsprachigem Pariser Verlag Obelisk Press herausgegeben. Geld für den Druck hatte Millers Geliebte Anaïs Nin beim seinerzeit in Paris arbeitenden Psychoanalytiker Otto Rank besorgt. Kahane hatte seinen Verlag auf die englischen und amerikanischen Touristen in Paris ausgerichtet, die er mit Literatur an der Grenze zwischen Erotik und der auch in Frankreich verbotenen Pornographie bediente. Die Veröffentlichungen seines Verlags verfasste Kahane unter Pseudonym anfangs selbst, sein Bestseller wurde Frank Harris’ amouröse Autobiografie Mein Leben und Lieben. Kahane empfahl den Pariser Buchhändlern, Millers Buch nicht in das Schaufenster zu stellen.
Das Buch durfte nicht in die Vereinigten Staaten eingeführt und dort auch nicht gedruckt werden. Es kam in den Vereinigten Staaten zu mehreren Prozessen und Freiheitsstrafen. Erst in den 1960er-Jahren, im Zuge der Sexuellen Revolution, wurde der Wendekreis des Krebses in den Vereinigten Staaten zum Druck und Vertrieb freigegeben. Auch in Großbritannien war das Buch verboten.
Auch in der Bundesrepublik war das Buch eine Zeit lang indiziert, das heißt, es durfte nicht öffentlich angeboten oder beworben werden. Die erste deutsche Ausgabe, übersetzt von Kurt Wagenseil, wurde 1953 in einer einmaligen, beschränkten und nummerierten Auflage von 1500 Exemplaren gedruckt. Die zweite Ausgabe erschien erst 1962 in einer unter Mitarbeit von Renate Gerhardt durchgesehenen Fassung und mit dem übersetzten Vorwort von Anaïs Nin.

## Werk
Miller schrieb den Roman zwischen 1930 und 1932, teilweise basierend auf seinen eigenen Erlebnissen in Paris in diesen Jahren.
Der Roman ist im Stil undatierter Tagebucheinträge geschrieben, in denen sich eindeutig sexuelle Schilderungen, allgemein philosophische Überlegungen sowie oftmals surrealistisch und burlesk überzeichnet dargestellte Alltagssituationen abwechseln. Die Chronologie ist nur schwer nachvollziehbar, da assoziative Elemente in den Erzählfluss eingebunden sind.

## Rezeption
1940 sprach George Orwell in seinem Essay Inside the Whale (dt. Im Innern des Wals) von einem der großartigsten Romane seiner Zeit.
Joseph Strick verfilmte das Buch 1970 mit Rip Torn (Henry Miller), James T. Callahan (Fillmore) und Ellen Burstyn (Mona Miller) in den Hauptrollen.
1939 erschien von Henry Miller der Roman Wendekreis des Steinbocks.

## Buchausgabe (deutsch)
- Henry Miller: Wendekreis des Krebses. Übersetzung Kurt Wagenseil. Rowohlt Taschenbuch, Reinbek, ISBN 978-3-499-14361-8

## Hörbuch
- Wendekreis des Krebses. Lesung, Gesamtlaufzeit 438 Min., mit 1 Booklet: 8 S., Sprecher Werner Wölbern, Hörbuchfassung Caren Fischer. Regie Gottfried von Einem. Der Audio Verlag 2005, ISBN 978-3-89813-446-0